# الله (كلمة)

كتابة كلمة "الله" بالخط العربي

في اللغة العربية كلمة الله أصلها عربي، استعملها العرب قبل الإسلام وإن الله هو الإله الحق الذي آمن الانسان به من آدم إلى الآن وقبل الإسلام والمسلمين.
أَله;الإِلَه: اللّه، وكل ما اتـخذ من دونه معبودًا إِلٰه عند متـخذه، والـجمع آلِهَة
قيلإِلاه أُدخـلت الأَلف واللام تعريفًا، فقـيل أَلإِلاه، ثم حذفت العرب الهمزة استثقالاً لها، فلـما تركوا الهمزة حوَّلوا كسرتها فـي اللام التـي هي لام التعريف، وذهبت الهمزة أَصلًا فقالوا أَلِلاه، فحرَّكوا لام التعريف التـي لا تكون إِلَّا ساكنة، ثم التقـى لامان متـحركتان فأَدغموا الأُولـى فـي الثانـية، فقالوا: الله.
قيلالله أَصله إِلاه، علـى فِعالٍ بمعنى مفعول، لأنّه مَأْلُوه أَي معبود، فإِذا قـيل الإِلاه انطلق علـى الله وعلـى ما يعبد من الاَصنام، وإِذا قلت الله لـم ينطلق إِلا علـيه سبحانه وتعالـى.
وقـيلإِنه مأْخوذ من أَلِهَ يَأْلَه إِذا تـحير، لأَن العقول تَأْلَه فـي عظمته. وأَلِهَ يَأْلَه أَلَها أَي تـحير، وأَصله ولِهَ يَوْلَهُ وَلَهاً. وقد أَلِهْت علـى فلان أَي اشتدّ جزعي علـيه، مثل وَلِهْت، وقـيل: هو مأْخوذ من أَلِهَ يَأْلَه إِلـى كذا أَي لَـجَأَ إلـيه لأَنه سبحانه الـمَفْزَعُ الذي يُلْـجَأُ إلـيه فـي كل أَمر؛ قال الشاعر:
وقيلأنَّه عَلَمٌ غيرُ مُشْتَقٍّ، وأصْلُهُ إلَهُ، كفِعَالٍ، بمعنى مَأْلُوهٍ. وكلُّ ما اتُّخِذَ مَعْبُوداً اِلٰهٌ عِند مُتَّخِدِهِ.

## الأصل في اللغات الأخرى
- الأصل في اللغة الإنجليزية God تتضمن اشتقاقا من الكلمات التالية: إنكليزية قديمة god (guþ, gudis في اللغة الغوثية، gud في الإسكندنافية الحديثة وGott في الألمانية[ ؟ ]), من الألمانية البدائية *ǥuđan.
- المعنى الأصلي للكلمة الألمانية القديمة مختلف عليه لكن هناك رأي قوي انها تأتي من لغة هندوأوروبية بدائية من *khutóm, وهي مصدر تام مبني للمجهول من الجذر *khu-, الذي يعني «إراقة الشراب», "ضحى[ ؟ ] sacrifice ".
- سنسكريتية فيدية Vedic Sanskrit hu- أي "to sacrifice".
- لغة إغريقية khu-, kheu- أي "to pour".
- فعل ألماني قوي *geutan (أنغلوساكسونية gēotan) أي "to pour"، بالإنكليزية صبة.